# Agência Nacional de Inovação
Agência Nacional de Inovação - ANI, é uma agência governamental portuguesa que tem como objetivo apoiar a inovação científica e tecnológica em Portugal.

## Missão
Agência Nacional de Inovação, tem por objeto o desenvolvimento de ações destinadas a apoiar a inovação tecnológica e empresarial em Portugal, contribuindo para a consolidação do Sistema Nacional de Inovação (SNI) e para o reforço da competitividade da economia nacional nos mercados globais.
Compete à ANI prosseguir as linhas orientadoras para uma estratégia de inovação tecnológica e empresarial para Portugal, 2018-2030 (de acordo com a RCM 25/2018), nomeadamente o estímulo do investimento privado em investigação e desenvolvimento (I&D), a promoção da colaboração entre entidades do sistema científico e tecnológico e o meio empresarial e o reforço da participação em redes e programas internacionais por parte das empresas e entidades do sistema científico e tecnológico nacional, nomeadamente instituições de ensino superior e centros de interface, com vista à promoção das suas capacidades, competências e resultados da política de apoio à inovação.
Compete também à ANI a divulgação, a nível nacional e internacional, em colaboração com outras entidades, nomeadamente o IAPMEI, a AICEP e a FCT, de casos de sucesso da inovação em Portugal, ajudando a associar a Portugal uma imagem de país inovador e a justificar investimentos crescentes, através de retorno para a economia e para o bem-estar e qualidade de vida da população.
A prossecução da missão da ANI será articulada com outros objetivos de políticas públicas, nomeadamente as prioridades para o próximo ciclo de Fundos Estruturais, o Programa Nacional de Investimentos 2020-2030, o Programa Nacional de Reformas e o Programa Nacional da Política de Ordenamento do Território, bem com as prioridades e objetivos associados à participação de Portugal nos programas de apoio à I&D no quadro europeu.